# EKo センサネットワーク
eKo は米クロスボー社が開発したセンサネットワーク用の無線端末である。IEEE 802.15.4に準拠しており、野外環境監視や精密農業用として開発されたとされる。

## ハードウェア
無線端末は太陽電池、センサ接続端子、アンテナ、4色LEDを持つ基板が防水筐体に内蔵されている。日本法人クロスボーが販売するものは日本の電波法に適合するよう改造が施されている。無線基地局は本体、アンテナ、USB端子を有し、USB接続にて専用小型サーバにデータを送出し保存させる。イークライアントPCよりイーサネットで当該サーバにアクセスでき、通常のブラウザで上記のセンサ値や無線通信状態を閲覧できる。

### 仕様
- プロセッサ AtMega1281 - Program Flash Mem 128K - Serial Flash 512K - Config EEPROM 4K
- 無線チップRF230による2.4 GHz IEEE 802.15.4
- 寸法 110 x 100 x 266 mm（アンテナ含）
- 通信距離　シングルホップ見通し最大 500m　（マルチホップでその倍数）
- 内蔵太陽電池と二次電池の併用で、数年間電池交換なしで使用可能とされる
- 背部にネジ止め穴があり杭などに固定する
- 無線基地局は専用小型サーバに接続し、LAN接続する

### センサ種類
無線端末の底面にある端子にセンサを最大4個まで接続することができ、自動認識される。
- 土湿センサ、葉濡れセンサ（霜の予測）、温度湿度センサ、日照センサ
- 気象ステーション（風速・風向・温湿度・雨量・日照等）
- 主に研究者が独自のセンサを接続するための汎用アナログ電圧センサインタフェース

## ネットワーク
Crossbow TechnologyのプロトコルであるXmeshにてアドホック・マルチホップ省電力通信が構築できるとされる。

## ソフトウェア
クライアントPCはソフトウェアをインストールする必要がなく、LANやインターネットを経由してeKoの無線基地サーバにアクセスし、ウェブブラウザ（Internet Explorer等）でデータをグラフ表示させたりエクスポートしたりできる。事前設定したセンサ値に達すると警告メールを送信する。

## 使用例

### 海外
- ワイナリー（葡萄農園）（米国、スペイン、イタリア）
- 水田の灌漑管理
- 自然環境監視

### 日本
- ワイナリー（葡萄農園）
- 自然環境の監視（地理情報システムの補助的手段）